# Даленщина
Даленщина (бел. Даленшчына) — деревня в Кричевском районе Могилёвской области Белоруссии. Входит в состав Ботвиновского сельсовета.

## География
Деревня находится в северо-восточной части Могилёвской области, в пределах Оршанско-Могилёвской равнины, к западу от реки Мертвицы, на расстоянии примерно 21 километра (по прямой) к северо-западу от Кричева, административного центра района. Абсолютная высота — 175 метров над уровнем моря.

## История
В конце XVIII века деревня входила в состав Мстиславского воеводства Великого княжества Литовского.
Согласно «Списку населенных мест Могилёвской губернии» 1910 года издания населённый пункт входил в состав Даленщинакого сельского общества Белицкой волости Чериковского уезда Могилёвской губернии. В деревне имелось 19 дворов и проживало 110 человек (50 мужчин и 60 женщин).

## Население
По данным переписи 2009 года, в деревне проживало 26 человек.